# Colombia en los Juegos Paralímpicos de Barcelona 1992
Colombia estuvo representada en los Juegos Paralímpicos de Barcelona 1992 por seis deportistas, cuatro hombres y dos mujeres. El equipo paralímpico colombiano no obtuvo ninguna medalla en estos Juegos.